# 캐세이

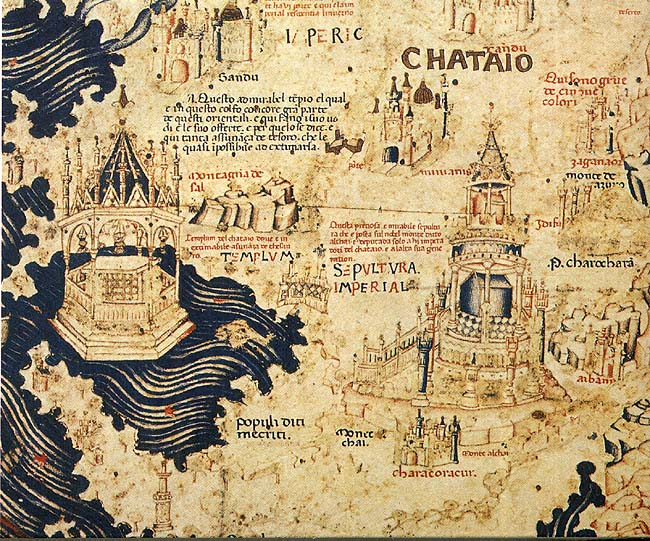
1450년 고지도(위쪽이 남쪽)의 "카타이오"

캐세이(영어: Cathay [kæˈθeɪ][*])는 중세에 서양에서 중국을 일컬은 이름 중 하나로, 거란의 거란어 발음인 "키타이"에서 유래했다.

## 역사적 유래
거란인들은 북중국 지방에 요나라를 세웠으나 1125년 여진인의 금나라에 쫓겨나 오늘날의 키르기스스탄으로 도망쳤다(서요). 그래서 중동 및 유럽인들에게 "캐세이"라는 말은 중앙아시아에서 북중국에 이르는 지역을 일컬었고, 마르코 폴로의 『동방견문록』, 오도릭의 『동유기』에도 같은 취지로 사용되었다. 근세까지만 해도 서양인들은 육상으로 가는 "캐세이"와 해로를 통해 가는 "지나(차이나)"를 서로 구분되는 별개의 문화권으로 생각했고, 동아시아에 대한 지식이 늘어나면서 비로소 양자를 동일한 "중국"으로 여기게 되었다. 이런 이해가 확립된 뒤 "캐세이"는 중국을 문어(文語)적으로 일컫는 표현이 되었다.

## 같이 보기
- 지나
- 캐세이퍼시픽 항공